# Woking
Woking (/ˈwoʊkɪŋ/ WOH-king) é uma cidade e borough no noroeste de Surrey, Inglaterra, a cerca de 37 km de distância do centro de Londres. Ela aparece no Domesday Book como Wochinges, e seu nome provavelmente deriva do de um proprietário de terras saxão. As evidências mais antigas de atividade humana na região vêm do Paleolítico, mas a baixa fertilidade dos solos arenosos locais fez com que a área fosse a menos populada do condado em 1086. Entre meados do século XVII e meados do século XIX, novas ligações de transporte foram construídas, incluindo a Wey Navigation, o Canal de Basingstoke e a linha ferroviária de Londres a Southampton. A cidade moderna foi estabelecida em meados da década de 1860, quando a London Necropolis Company começou a vender terrenos excedentes ao redor da estação ferroviária para desenvolvimento.
O governo local moderno de Woking começou com a criação do Woking Local Board em 1893, que se tornou o Woking Urban District Council (UDC) em 1894. O distrito urbano foi significativamente ampliado em 1907, quando incorporou a paróquia de Horsell, e novamente em 1933, ao incluir as paróquias de Byfleet e Pyrford. O UDC recebeu um brasão em 1930 e Woking obteve o status de borough na reorganização do governo local em 1974. Em 2022, um total de 30 representantes eleitos serve no conselho, cada um com um mandato de quatro anos.
O Borough de Woking cobre uma área de 64 km² e tinha uma população de 103.900 em 2021. O principal centro urbano se estende de Knaphill, a oeste, até Byfleet, a leste, mas as vilas satélites de Brookwood, Mayford, Pyrford e Old Woking mantêm fortes identidades individuais. Cerca de 60% do borough é protegido pelo Cinturão Verde Metropolitano, o que limita fortemente o potencial para novas construções residenciais. Desenvolvimentos recentes incluem a construção de duas torres residenciais no centro da cidade e a conversão de antigos edifícios industriais em apartamentos. Existem seis Sítios de Especial Interesse Científico dentro dos limites do borough, dos quais três fazem parte da Área de Proteção Especial de Thames Basin Heaths.
Quase todo o centro da cidade data dos séculos XX e XXI. Em outras áreas do borough, há vários edifícios históricos, incluindo as ruínas do Palácio de Woking, uma residência real de Henrique VII e Henrique VIII. Partes da Igreja de São Pedro em Old Woking datam do reinado de Guilherme I, e Sutton Place, construído para Richard Weston por volta de 1525, é uma das primeiras casas não fortificadas da Inglaterra. A Mesquita Shah Jahan, construída em 1889, foi o primeiro local de culto muçulmano construído para esse propósito no Reino Unido. Há diversas obras de arte pública no centro da cidade, incluindo uma estátua do autor H. G. Wells, que escreveu A Guerra dos Mundos enquanto vivia na Maybury Road. Grande parte do romance se passa na área de Woking.

## Geografia
Borough de Woking
O Borough de Woking cobre uma área de 64 km² no noroeste de Surrey. A cidade de Woking, o principal centro populacional, é cercada por assentamentos menores e distintos, como West Byfleet e Byfleet a leste e Knaphill a oeste. As vilas de Brookwood e Mayford mantêm fortes identidades individuais e ficam logo fora da área principal de desenvolvimento urbano do borough.
Cerca de 60% do terreno no borough faz parte do Cinturão Verde Metropolitano, o que limita fortemente o potencial de expansão urbana. Dos seis Sítios de Especial Interesse Científico, cinco são áreas de charneca, e o sexto cobre a maior parte do Canal de Basingstoke.

## Cidades-irmãs
- Rastatt, Alemanha[2]
- Amstelveen, Países Baixos[2]
- Le Plessis-Robinson, França[2][3][4]